# Acanthonevra fuscipennis
Acanthonevra fuscipennis är en tvåvingeart som beskrevs av Macquart 1843. Acanthonevra fuscipennis ingår i släktet Acanthonevra och familjen borrflugor. Inga underarter finns listade i Catalogue of Life.